# Colobura
Colobura es un género de lepidópteros de la subfamilia Nymphalinae, familia Nymphalidae que se encuentra desde México a Sudamérica.

## Especies
Tiene las siguientes especies reconocidas:
- Colobura dirce (Linnaeus, 1758) – Zebra Mosaic
- Colobura annulata Willmot, Constantino & Hall, 2001 – New Beauty

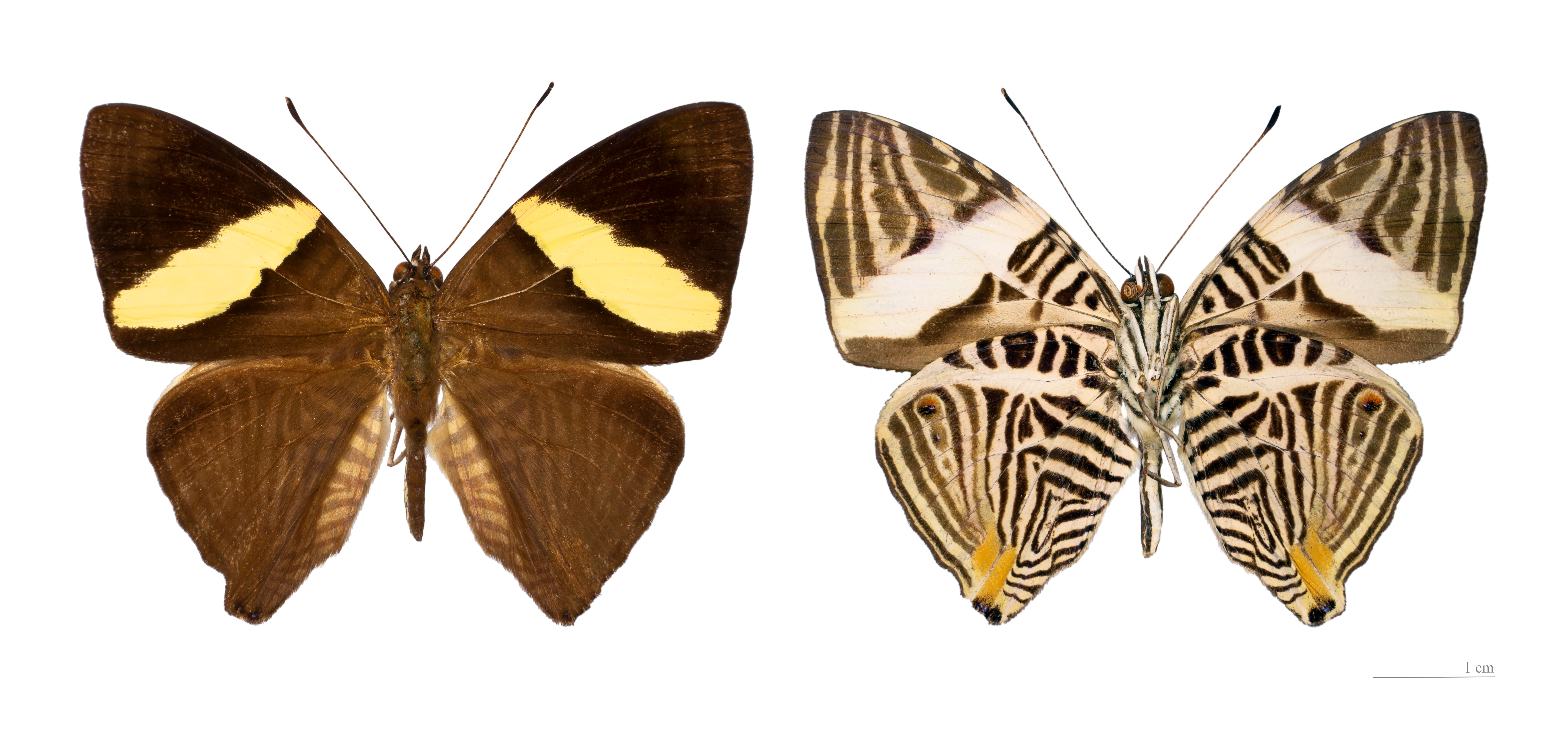
Colobura dirce